# Alethia Tanner

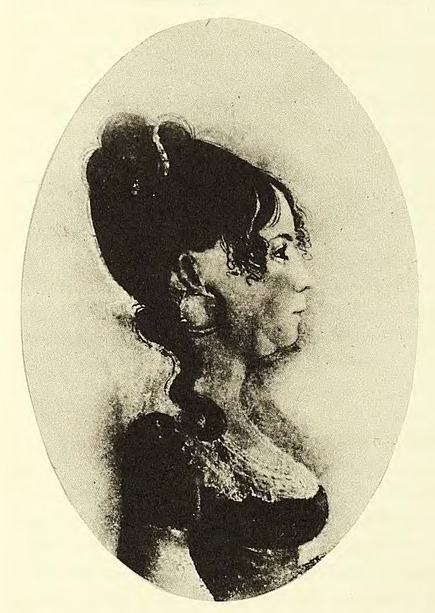
Alethia Browning Tanner

 Alethia Browning Tanner (* 1785 in Maryland, USA; † 1864 ebenda) war eine amerikanische Händlerin. Sie war eine ehemalige Sklavin und unterstützte 1807 die Gründung der ersten Schule in Washington, D.C. für freie afroamerikanische Kinder.

## Leben und Werk

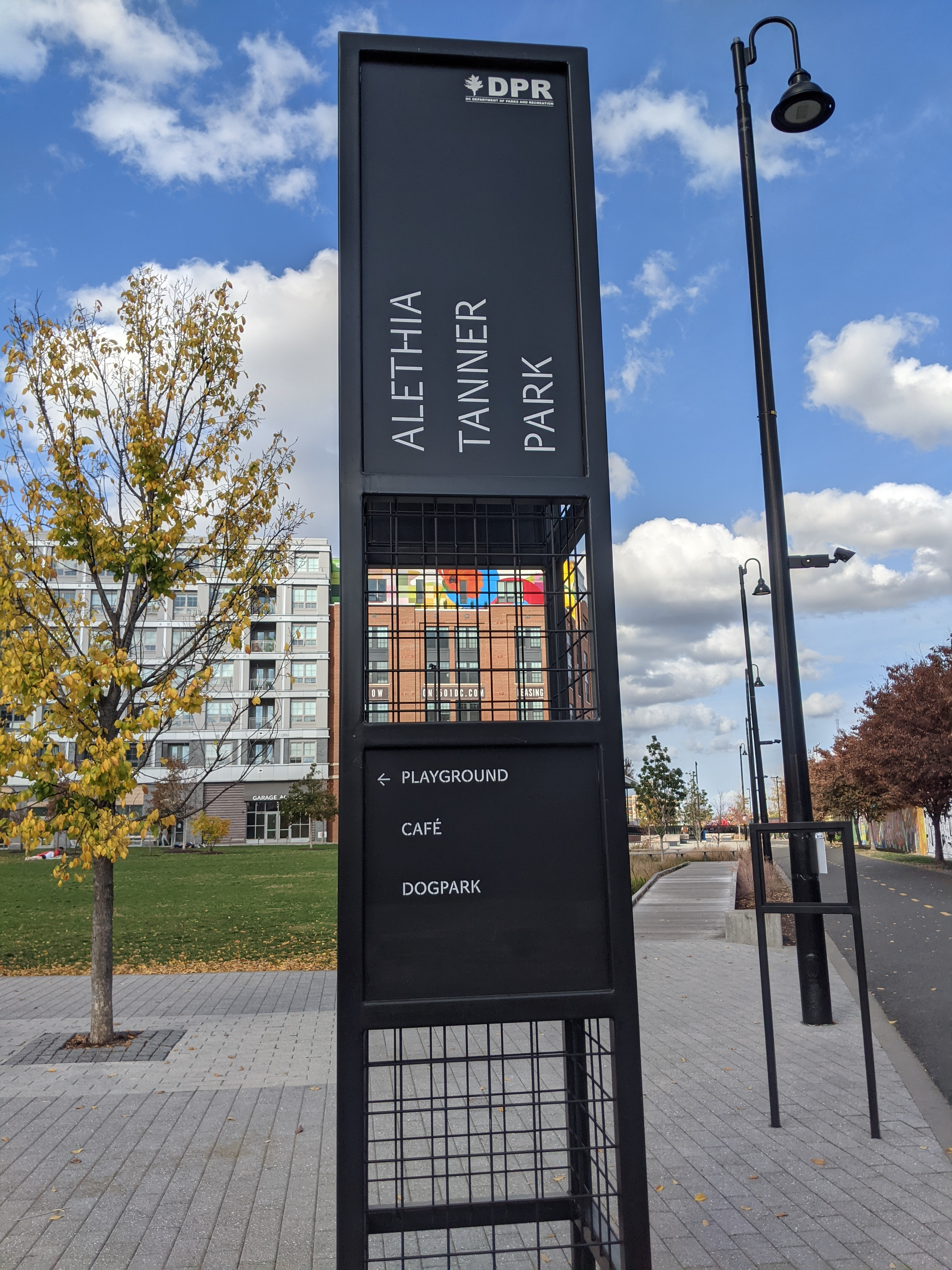
Alethia Tanner Park

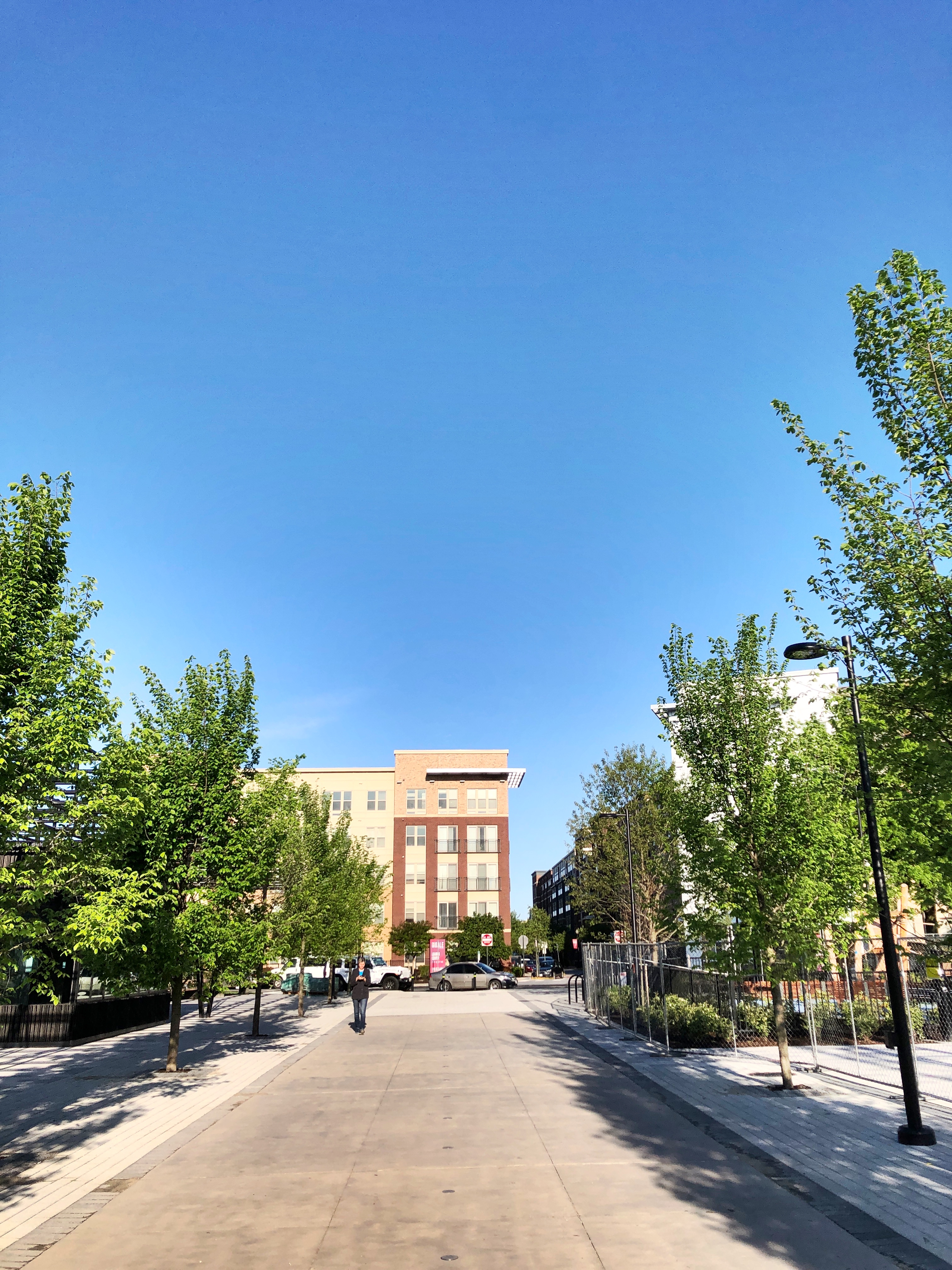
Alethia Tanner Park in Eckington, Washington, D.C.

Tanner wurde als Alethia Browning auf einer Plantage von Tobias und Mary Belt in Prince George’s County, Maryland als Tochter von Eltern geboren, deren Namen unbekannt sind. Über ihr frühes Leben sind keine Informationen verfügbar, außer dass sie und ihre Schwestern Sophia Browning (1770–1856) und Laurena Browning sowie die Kinder und Enkelkinder ihrer Schwestern als Sklaven von Rachel Belt Pratt auf der Plantage am Patuxent River aufwuchsen. Pratt war die Tochter von Tobias und Mary Belt und Mutter von Thomas Pratt, der von 1845 bis 1848 Gouverneur von Maryland und von 1850 bis 1870 US-Senator des Staates war.
Tanners Schwester Sophia Browning Bell hatte einige Zeit einen kleinen Garten, in dem sie anscheinend mit Zustimmung von Rachel Pratt Produkte für ihre Familie anbauen und überschüssiges Gemüse auf den lokalen Märkten verkaufen konnte. Dadurch konnte ihre Schwester genug Geld sammeln, um die Freiheit ihres Mannes George Bell von seinem Besitzer, der Familie Addison, für 400 $ zu kaufen. Bell wiederum erkaufte 1809 die Freiheit seiner Frau für fünf Dollar und das Paar arbeitete in den nächsten Jahren daran, ihre Kinder von Pratt zu befreien.
Tanner verkaufte auch Produkte auf einem der Märkte der Stadt, und auf dem Washington Market traf sie möglicherweise Präsident Thomas Jefferson, der oft den Markt direkt vor dem Weißen Haus besuchte. Die Historikerin und Ahnenforscherin Dorothy S. Provine hat bei ihren Recherchen herausgefunden, dass Tanner sich für 1400 Dollar von ihrer Besitzerin Rachel Pratt freikaufen konnte. Tanner leistete ihre letzte Zahlung in Höhe von 277,00 $ am 29. Juni 1810 und erhielt ihre Freilassungspapiere am 10. Juli 1810, als 1400 Dollar mindestens drei Jahreslöhnen für einen erfahrenen Handwerker entsprachen.
Nach ihrer Freilassung heiratete Tanner offenbar und nahm den Nachnamen Tanner an. Stadtverzeichnisse aus den 1860er Jahren führten sie als Witwe von Jeremiah Tanner auf, über den es keine weiteren Informationen gibt.

## Gründung von Schulen für afroamerikanische Kinder
In den nächsten vier Jahrzehnten half Tanner, ihre Familie, einschließlich ihrer Schwester Laurena Browning Cook, deren Ehemann, die Kinder des Paares und zahlreiche Neffen und Großneffen sowie Freunde ihrer Familie, freizukaufen. Zu den Kindern ihrer Schwester Laurena Browning Cook gehörte John Francis Cook (1810–1855), der Pädagoge und Geistlicher wurde und später das Union Seminary für afroamerikanische Studenten gründete, die sich auf die Ordination vorbereiten wollten.
Insbesondere die Cooks entwickelten sich zu einer der erfolgreichsten und angesehensten Familien Washingtons. Tanner zahlte zwölfeinhalb Cent pro Monat, damit ihr Neffe John F. Cook Sr. das Columbia Institute besuchte. 1834 übernahm Cook die Leitung der Schule, die später das Union Theological Seminary in the City of New York Union wurde, die schließlich zur größten Schule der Stadt für Afroamerikaner wurde. Nach seinem Tod im Jahr 1855 führten Cooks Söhne die Leitung des Union Seminary weiter.
1807 gab ihr Schwager George Bell zusammen mit Nicholas Franklin und Moses Liverpool bekannt, dass sie eine Schule für afroamerikanische Kinder gründen würden. Die Schule, die als „The Bell School“ bekannt wurde, war die erste im District of Columbia, die von freien afroamerikanischen Kindern besucht werden konnte. Zu dieser Zeit konnte Tanner möglicherweise nur moralische Unterstützung leisten, da sie genug Kapital aufbaute, um ihre Freiheit zu erkaufen. Tanner konnte ihren eigenen Namen schreiben und die Grundlagen des Lesens und Schreibens in einer von der Methodistenkirche angebotenen Sonntagsschule lernen. Die Betonung der Methodisten auf das Lesen von „Gottes Wort“ gab vielen Afroamerikanern die erste Gelegenheit, lesen und schreiben zu lernen.
Die Bell School überlebte nur wenige Jahre aufgrund fehlender stetiger Finanzierung und der Tatsache, dass die freie afroamerikanische Bevölkerung des District of Columbia im Jahr 1807 nur aus 494 Personen bestand. Dennoch schlossen sich die Familie Bell und Tanner mit anderen Mitgliedern der Gemeinde zusammen und gründeten 1818 die Resolute Beneficial Society School. In ihrer Ankündigung für die neue Schule versuchten sie die Angst vor dem Lesen- und Schreibenlernen der afroamerikanischen Bevölkerung zu besänftigen. Die afroamerikanische Bevölkerung des Distrikts unterstützte ihre Bemühungen, so dass weitere Privatschulen für afroamerikanische Kinder eröffnet werden konnten.
In den 1820er Jahren entschieden Tanner, John Francis Cook und George und Sophia Bell zusammen mit zahlreichen anderen afroamerikanischen Gemeindemitgliedern einer anderen eigenen Kirche anzugehören. Infolgedessen halfen sie bei der Gründung der Israel Bethel African Methodist Episcopal Church. Sie und ihr Schwager George Bell retteten die Kirche schließlich vor der Zwangsvollstreckung und bezahlten das Grundstück, als es versteigert wurde.
1847 besaß Tanner ein Fachwerkhaus in der Nähe des Weißen Hauses an der Ecke Fourteenth Street und H Street, NW, wo sie 1850 mit Henrietta Reed lebte. Sie betrieb ihr Lebensmittelgeschäft bis mindestens 1853, als sie zuletzt unter diesem Beruf in den Stadtverzeichnissen auftauchte. Am 15. Mai 1847 verfasste sie ein Testament und vermachte ihr Haus zusammen mit ihrem Bett und Bettzeug Thomas Cook. Zwei Jahre nach Tanners Tod erinnerte Washingtons Bildungskommissar Henry Bernard in einem Bericht an den US-Kongress an sie.

## Anerkennung
Der 2,5 Hektar große Park neben dem Metropolitan Branch Trail nördlich der New York Avenue Bridge im NoMa-Viertel von Washington, D.C. wurde durch eine Abstimmung der Gemeinde nach Alethia Tanner benannt.